# Tarok Dipo
Tarok Dipo is een bestuurslaag in het regentschap Bukittinggi van de provincie West-Sumatra, Indonesië. Tarok Dipo telt 16.627 inwoners (volkstelling 2010).